# Tiberius Julius Abdes Pantera

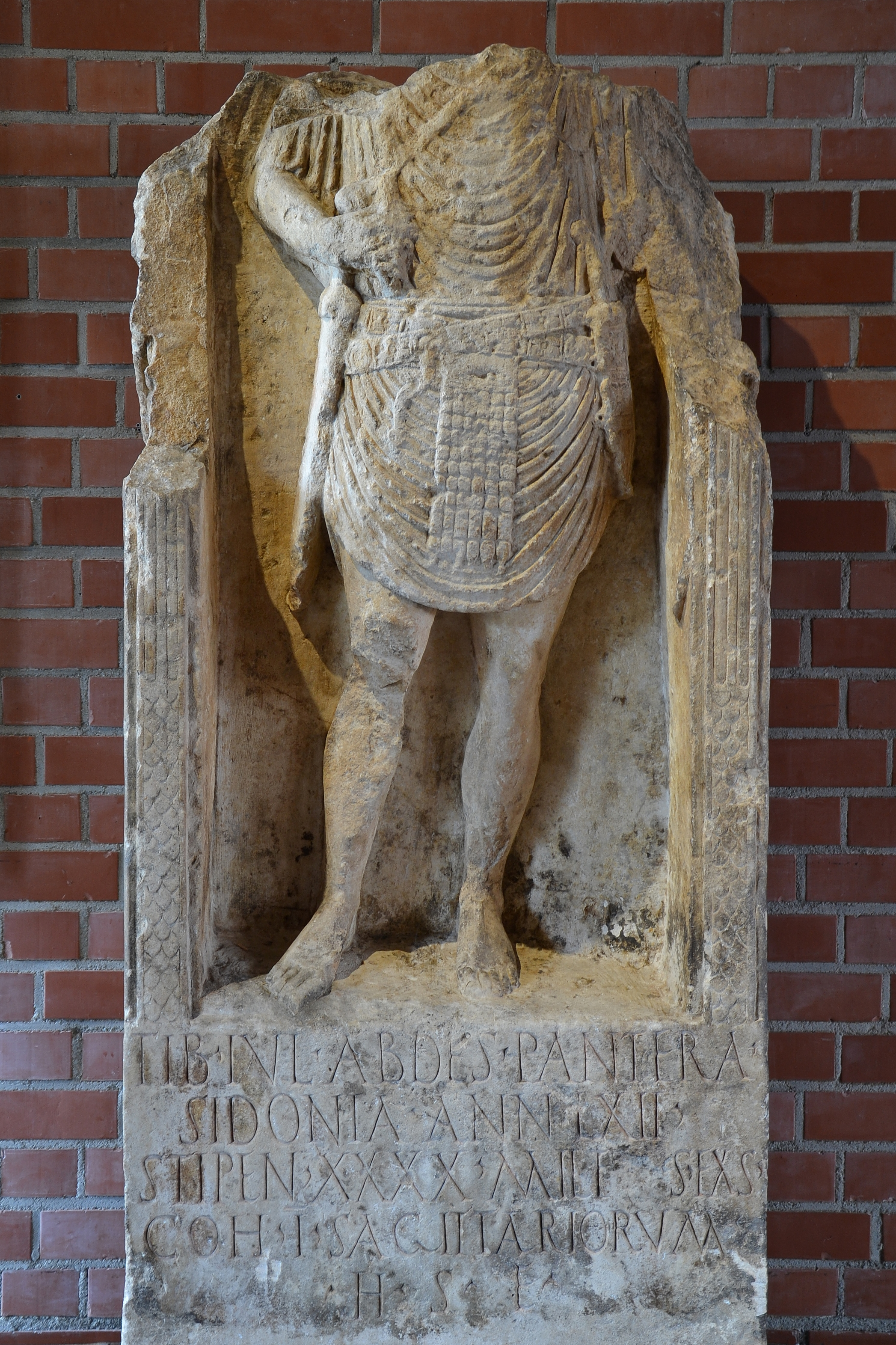
Tiberius Panteras gravsten i Bad Kreuznach

Tiberius Julius Abdes Pantera, född cirka 22 f.Kr. – död efter 40 e.Kr. var en romersk soldat, som enligt vissa hypoteser anses ha varit Jesus biologiska fader. Tesen kring Jesu faderskap sägs ha sitt ursprung i den replik som kyrkofadern Origenes gav i sitt verk Contra Celsum till den grekiske filosofen Kelsos som ett svar på dennes ifrågasättande av Jesu faderskap som Kelsos fört fram i det nu förlorade verket Logos Alethes. Även i Talmud och medeltida judiska skrifter finns uppgifter som stödjer den teori som Klesos förde fram, bland annat omnämns en Yeshu ben Pantera, Jesu son av Pantera.
Det ges dock inom modern historievetenskap ett mycket litet stöd för denna teori.
Mycket lite är känt om Panteras liv, men han sägs ha fötts i staden Sidon, belägen i den romerska provinsen Syria i det nuvarande Libanon. Pantera ska ha tilldelats romerskt medborgarskap genom att ha tagit värvning i den romerska armén.
Hans grav hittades emellertid i samband med ett järnvägsbygge i den tyska staden Bingerbrück 1859. Enligt inskriptioner på gravstenen ska han ha avlidit vid 62 års ålder, detta efter att ha tjänstgjort i den romerska armén under 40 år.